# Вінниця (Конінський повіт)
Вінниця (пол. Winnica) — село в Польщі, у гміні Крамськ Конінського повіту Великопольського воєводства.
У 1975-1998 роках село належало до Конінського воєводства.